# Rödgul höfjäril
Rödgul höfjäril, Colias croceus, är en fjärilsart i familjen vitfjärilar. Vingspannet varierar mellan 44 och 50 millimeter, på olika individer.

## Beskrivning
Ovansidan är orangegul, något gråorange på bakvingen, med breda mörkbruna ytterkanter. Honan har i dessa mörkbruna kanter gula fläckar. På framvingen finns en mörkbrun fläck och på bakvingen en mörkare orange fläck. Undersidan är ljusare orangegul med gröntonad bakvinge och gröntonad ytterkant på framvingen. Framvingen har några mörkbruna fläckar och bakvingen en större och en mindre vit fläck inringade med brunt. Hos honorna förekommer en vit form vars framvinge på undersidan är vit och har en gul vingspets. Larven är blågrön med en ljus längsgående rand med röda fläckar på sidan och blir upp till 30 millimeter lång.

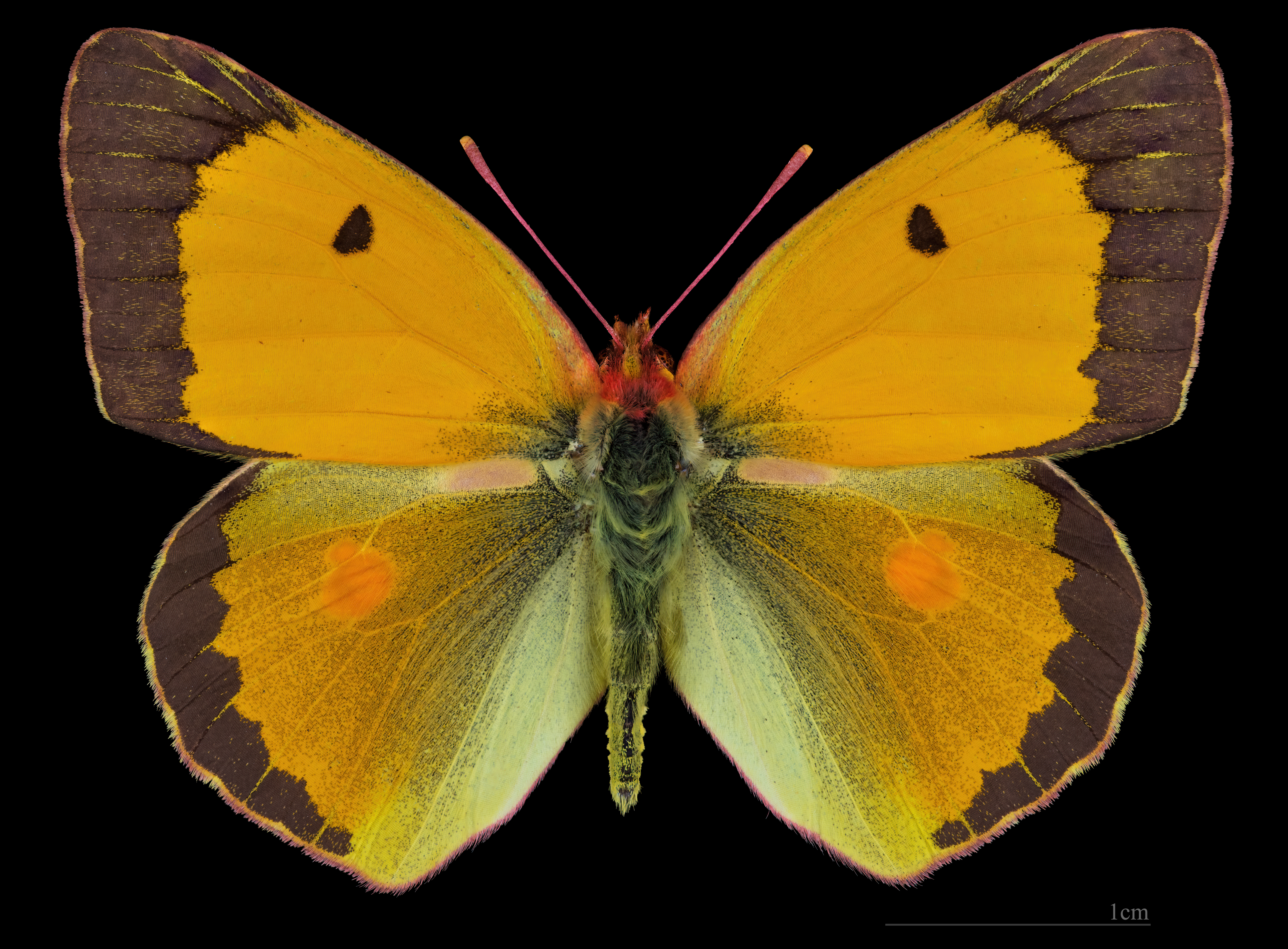
Colias croceus croceus ♂
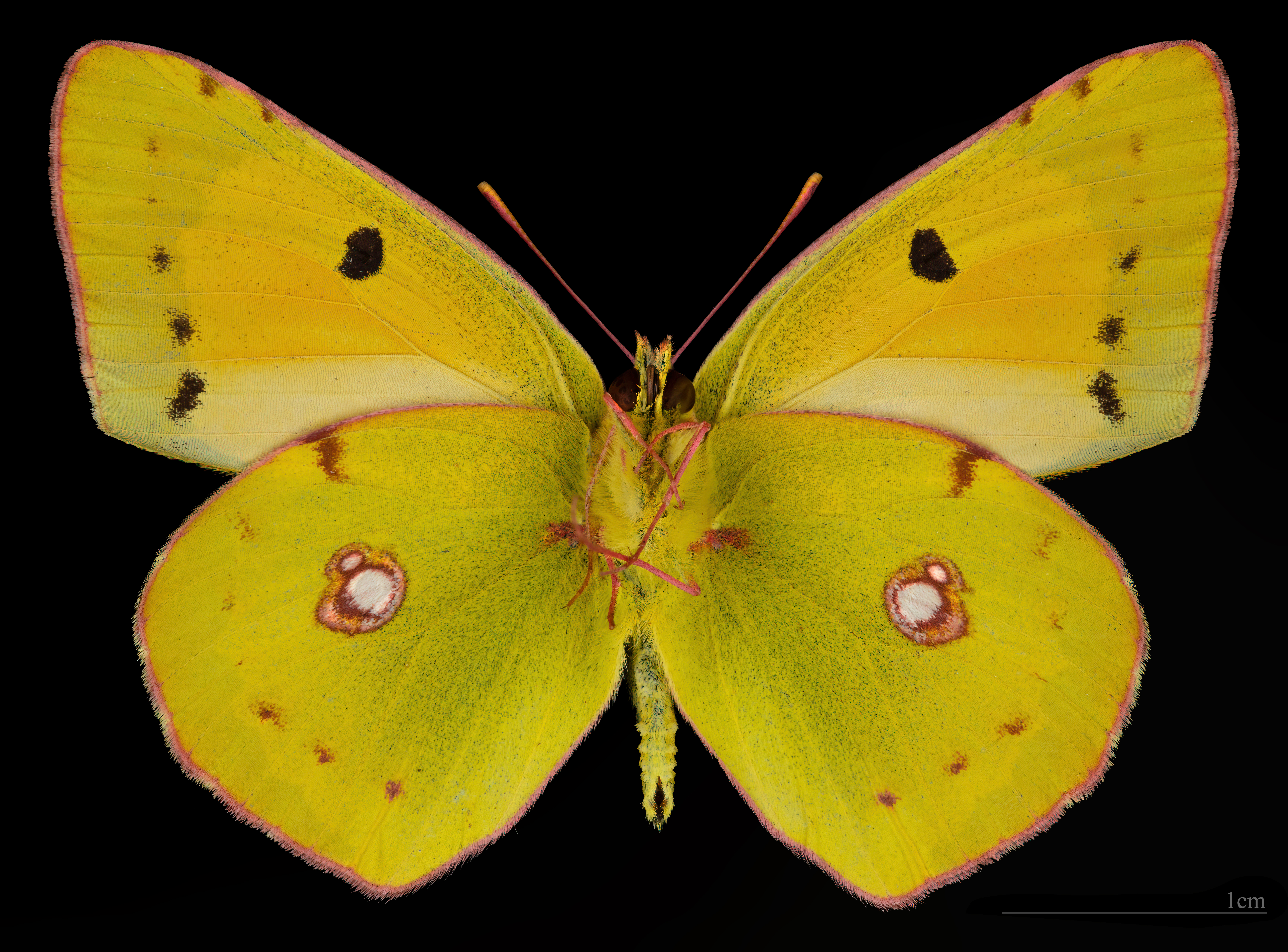
Colias croceus croceus ♂ △
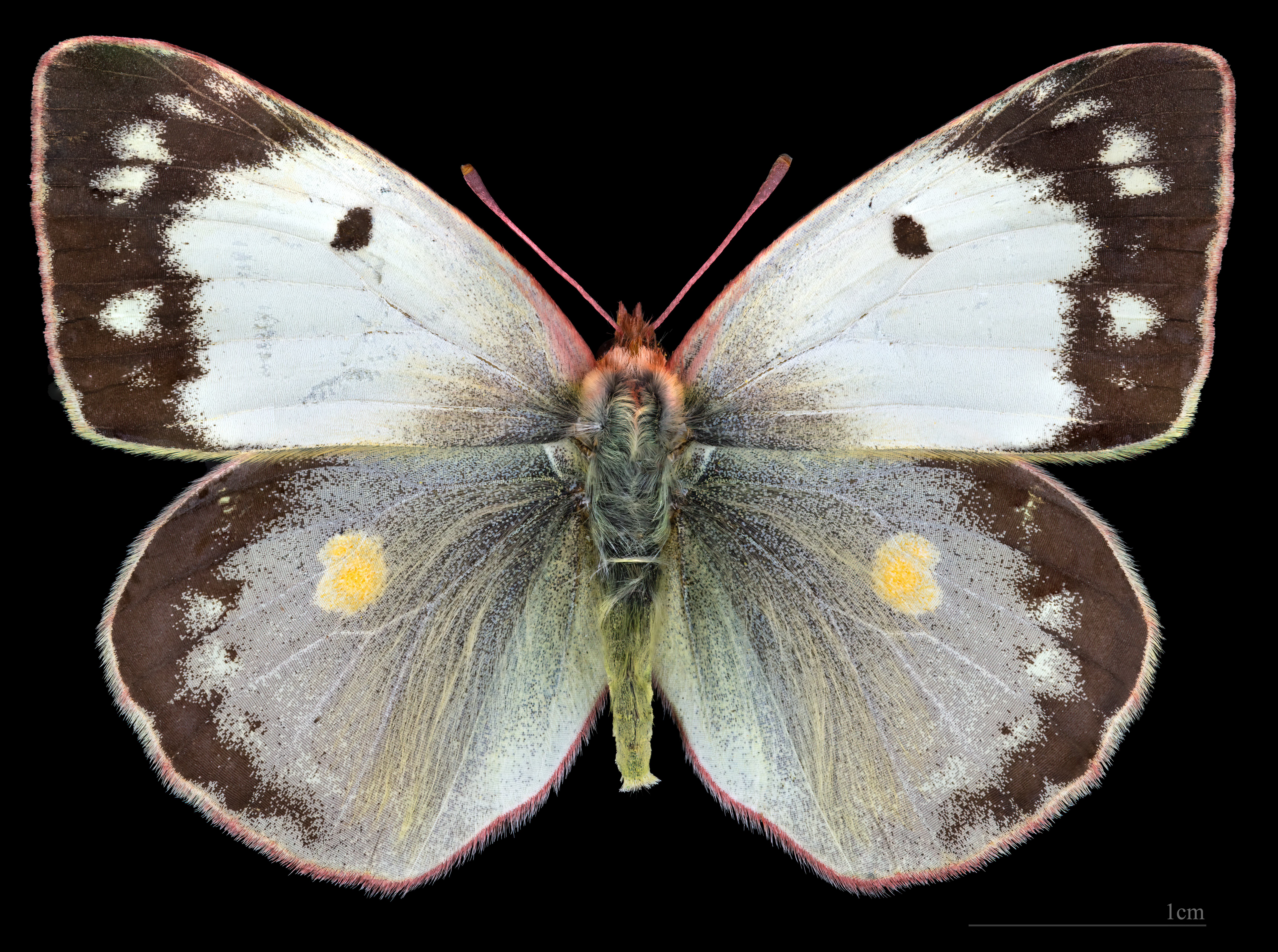
Colias croceus f. helice ♀
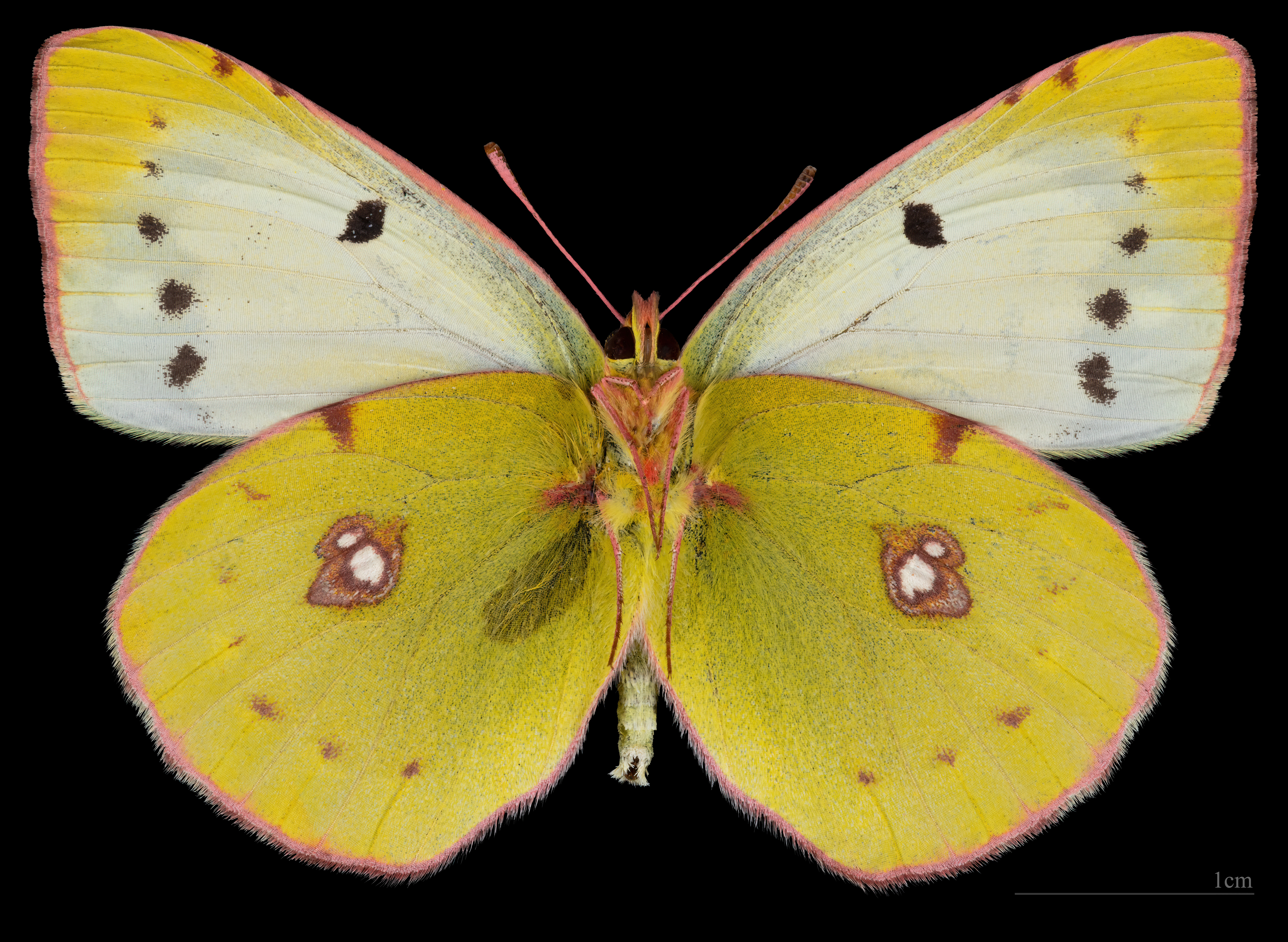
Colias croceus f. helice ♀  △
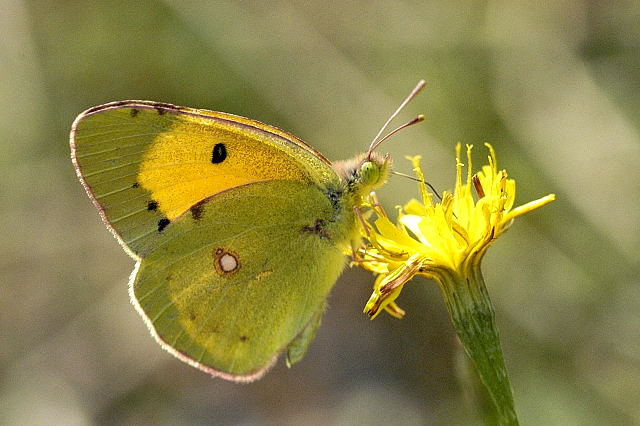
Hanens undersida.

## Levnadssätt
Värdväxter, de växter larven äter av och lever på, är olika ärtväxter, till exempel arter i klöversläktet, lusernsläktet, käringtandssläktet och vedelsläktet.
Flygtiden, den period när fjärilen är fullvuxen, imago, infaller mellan juni och september.

## Utbredning
Den rödgula höfjärilen finns i norra Afrika, södra och centrala Europa, Mindre Asien, Iran och västra Sibirien. På somrarna flyttar den norrut och har påträffats så långt norrut som Färöarna. I Norden förekommer den tillfälligtvis i Danmark, sydligaste Norge, i Sverige upp till Uppland samt vid Finska viken i Finland.